# Каракульництво

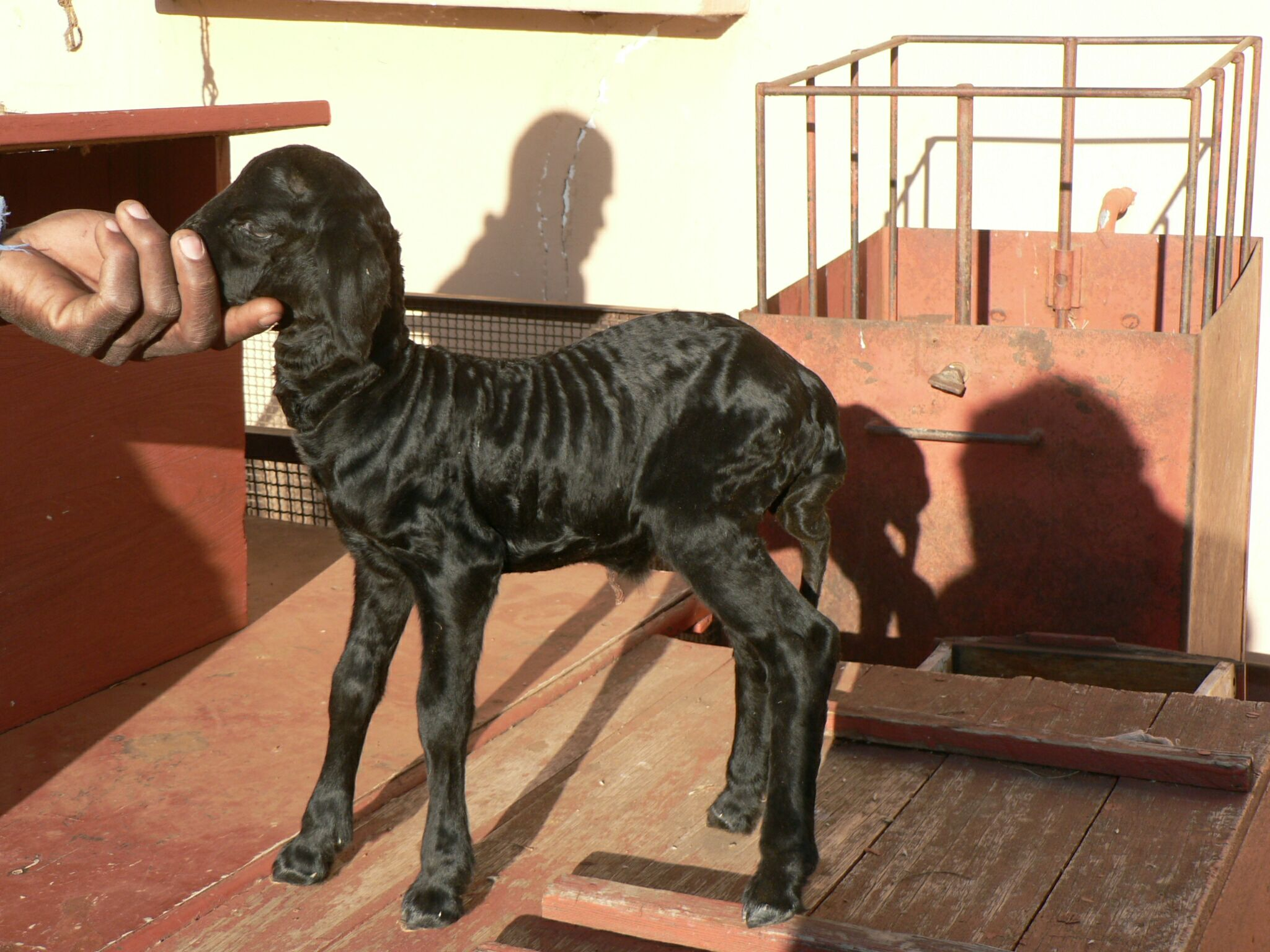
Ягня каракульської породи

Каракульництво - один з різновидів вівчарства. Головний вид продукції - це шкурки каракульских ягнят. Також ця галузь тваринництва також забезпечує населення м'ясом, молоком, сиром. 
Каракульництво спочатку було поширене лише в Узбекистані та Туркменістані. За радянських часів каракульництво розвивалося також у Казахстані та Таджикистані.